# Turisme på Færøerne
Turisme på Færøerne er en voksende industri. Den officielle turistorganisation er Visit Faroe Islands, der drives og organiseres af Ministeriet for Miljø, Industri og Handel.
Turisme på øerne stod for 1,4% af det samlede bruttonationalprodukt i 2015. Turisme er et langt mindre erhverv end andre industrier som fiskeri, der har domineret færøernes økonomi i flere århundreder.
Traditionelt har det været øgruppens natur, der har tiltrukket turister til vandreferier, men også øernes historie, særligt under vikingetiden, har været en seværdighed. Herfra stamme bl.a. gravene ved Hov og runestene Kirkjubøur-runestenen og Fámjinstenen. Blandt andre historiske turistmål er Kirkjubøargarður og Magnuskatedralen, der begge stammer fra middelalderen. Øgruppen har flere museer heriblandt Færøernes Kunstmuseum, Færøernes Nationalmuseum og Færøernes Naturmuseum. I nyere tid har michelinrestauranten Koks i Torshavn øget mængden af gourmetturister.
Et studie publiceret i Consortium Journal of Hospitality and Tourism viste, at over 45% af de adspurgte indbyggere på Færøerne mente at turisme gav flere fordele end ulemper. Studiet vist også, at 95% af de adspurgte gerne så at der kom flere turister i deres lokalsamfund.

## Historie
Fiskeri har været den primære indtægtskilde på færøerne i flere århundreder. Fiskeri står i dag for 90-95% af al eksport fra øerne. Økonomien er dog så småt begyndt at blive diversificeret.
I 2013 blev Visit Faroe Islands' fondsmidler fordoblet. I 2014 åbnede der en ny terminal i Vágar Lufthavn grundet støt stigende turisme. Antallet af passagerer til Vágar Lufthavn steg 43% på 10 år inden åbningen af den nye terminal, med forventning om mere end 250.000 passagerer i 2014.
Visit Faroe Islands startede en kampagne kaldet "Closed for Maintenance, Open for Voluntourism" med en gruppe ansøgere der skulle rejse til Færøerne og arbejde med lokale for at bevare 10 lokationer på øerne, samt skabe og vedligeholde vandreruter og opsætte skiltning. Den første gruppe rejste til øerne i april 2019.
I slutningen af 2019 annoncerede Atlantic Airways, at man planlagde en direkte flyvning til John F. Kennedy International Airport i New York City.
Hilton åbnede et hotel på Færøerne i slutningen af 2020, og blev dermed den første globale hotelkæde på øerne.

## Anerkendelse
Færøerne har været promoveret i internationale medier med firmaer som The Guardian, Lonely Planet, The Sunday Times og The Financial Times der alle anbefalede øerne som rejsemål i 2019.
I 2007 rangerede National Geographic Traveler Færøerne som den bedste blandt 111 ø-samfund i hele verden.

## Statistik
Siden 2013 har antallet af overnatninger på Færøerne udviklet sig som det fremgår i nedenstående tabel. Tallene inkluderer overnatninger fra personer på Færøerne.
| Antal overnatninger | 2020    | 2019    | 2018    | 2017    | 2016    | 2015    | 2014    | 2013    |
| ------------------- | ------- | ------- | ------- | ------- | ------- | ------- | ------- | ------- |
| Total               | 108.653 | 197.886 | 185.360 | 176.798 | 161.224 | 151.751 | 139.250 | 132.265 |
| Hotel/hostel        | 94.940  | 166.452 | 153.113 | 144.626 | 128.731 | 118.885 | 105.468 | 100.173 |
| Bed and breakfast   | 365     | 2.120   | 2.447   | 2.539   | 2.633   | 3.438   | 2.064   | 1.919   |
| Hus/lejlighed       | 7.869   | 13.233  | 16.782  | 17.650  | 17.851  | 22.446  | 25.216  | 27.313  |
| Camping             | 5.479   | 16.081  | 13.018  | 11.983  | 12.009  | 14.937  | 6.502   | 2.860   |